# Freilichtbühne Killesberg
Die Freilichtbühne Killesberg ist eine Freilichtbühne in Stuttgart-Nord (Stadtteil Killesberg). Die unter Denkmalschutz stehende Veranstaltungsfläche liegt inmitten des Höhenparks Killesberg. Betrieben wird sie von der Veranstaltungsgesellschaft in.Stuttgart.

## Bau
Bereits 1935, zwei Jahre vor Baubeginn, wurde mit den Planungen für das Prestigeobjekt Gartenschaugelände Killesberg begonnen. Das unebene Gelände wurde bis zu diesem Zeitpunkt für Abstellzwecke und als Müll- und Schuttlagerplatz verwendet. Im Februar 1937 begannen die Bauarbeiten mit dem Ziel, den Killesberg-Park in ein Naherholungsgebiet für die Bevölkerung von Stuttgart umzuwandeln.
Für die Gesamtplanung waren der Potsdamer Gartengestalter Hermann Mattern (Garten- und Landschaftsarchitektur) sowie der Stuttgarter Architekt und Regierungsbaumeister Gerhard Graubner (Bauten) zuständig – letzterer ein ehemaliger Assistent von Paul Bonatz aus der Stuttgarter Schule der Architekturabteilung der Technischen Hochschule Stuttgart. Die Ausführung der Freianlagen oblag dem Städtischen Gartenamt.
Die Planungen attestierten, dass einige Begegnungsstätten der Stuttgarter Bürger im Wege standen und abgerissen werden mussten. So musste das Straßenbahner-Waldheim den Plänen für die Freilichtbühne weichen.

## Nutzung
Nach dem Zweiten Weltkrieg gab es sehr bald wieder einzelne Veranstaltungen auf der Freilichtbühne. So ist die Bühne jedes Jahr ein Teil des Stuttgarter Lichterfestes. Doch erst zur Internationalen Gartenbauausstellung 1993 (IGA) war die Freilichtbühne für rund sechs Monate mit einem umfangreichen musikalischen Programm wieder in Betrieb. Danach ruhte der Betrieb vorerst wieder.
Seit 2000 ist die Freilichtbühne wieder fester Bestandteil der Veranstaltungsstätten in Stuttgart.

## Galerie

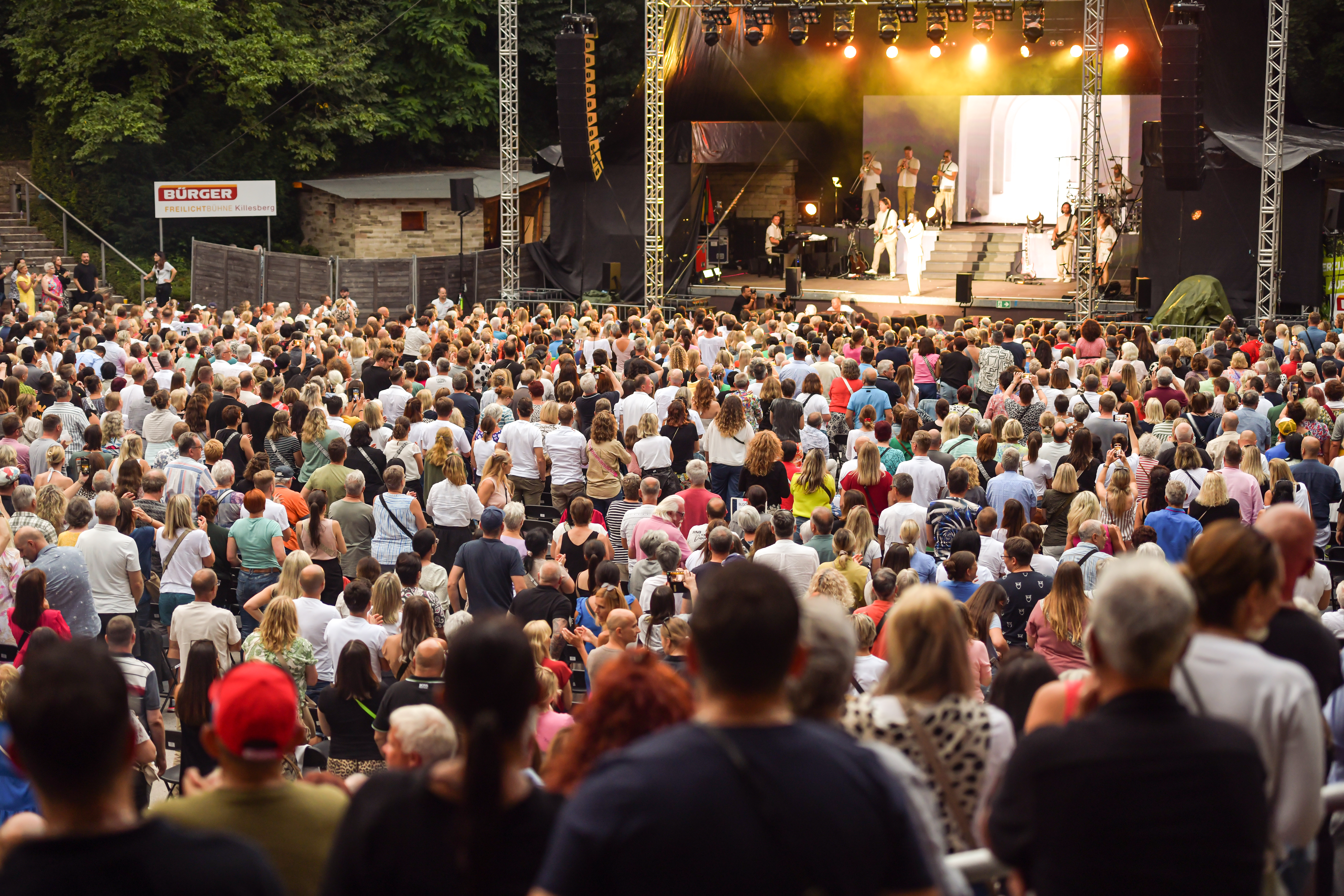
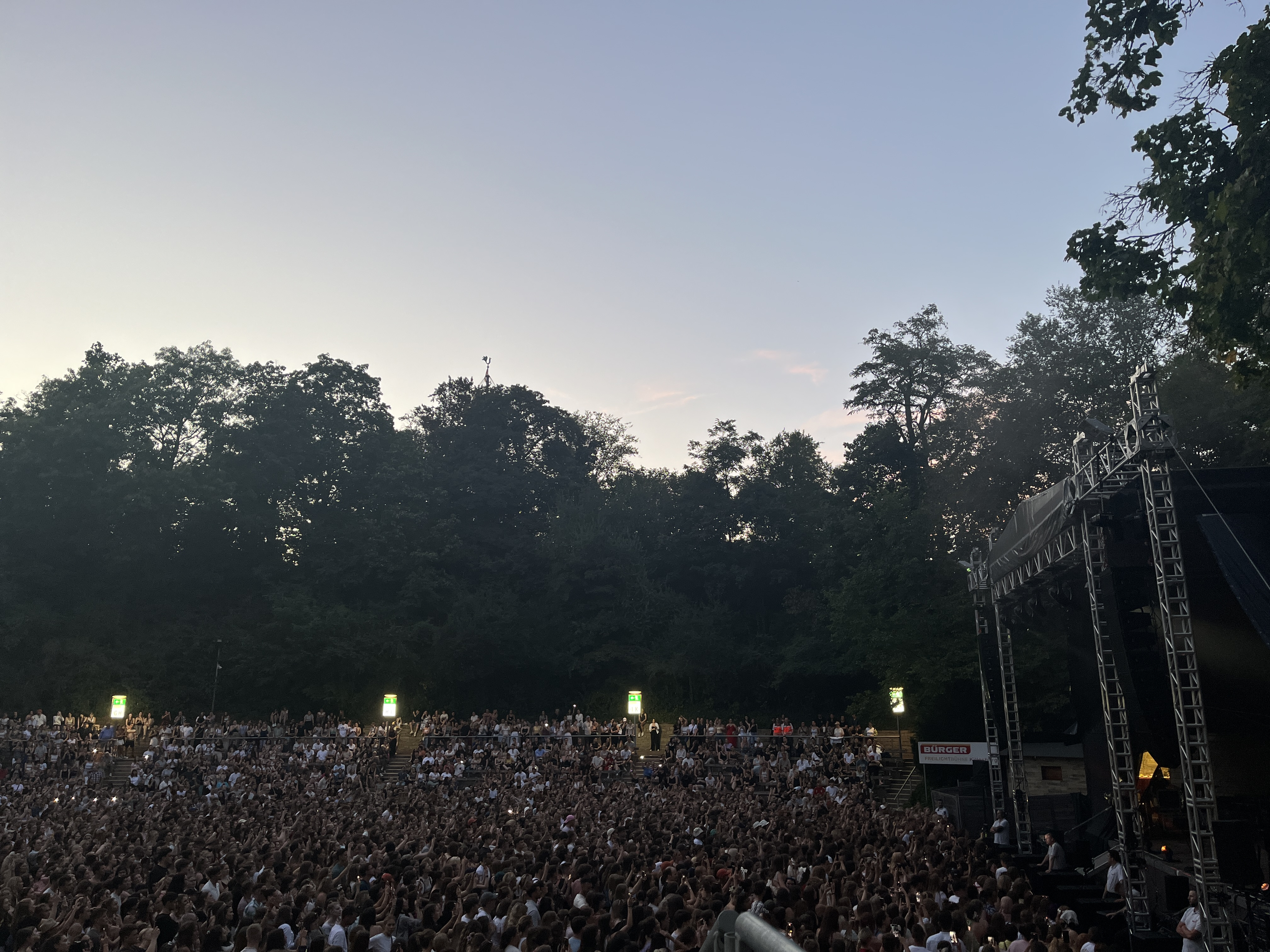
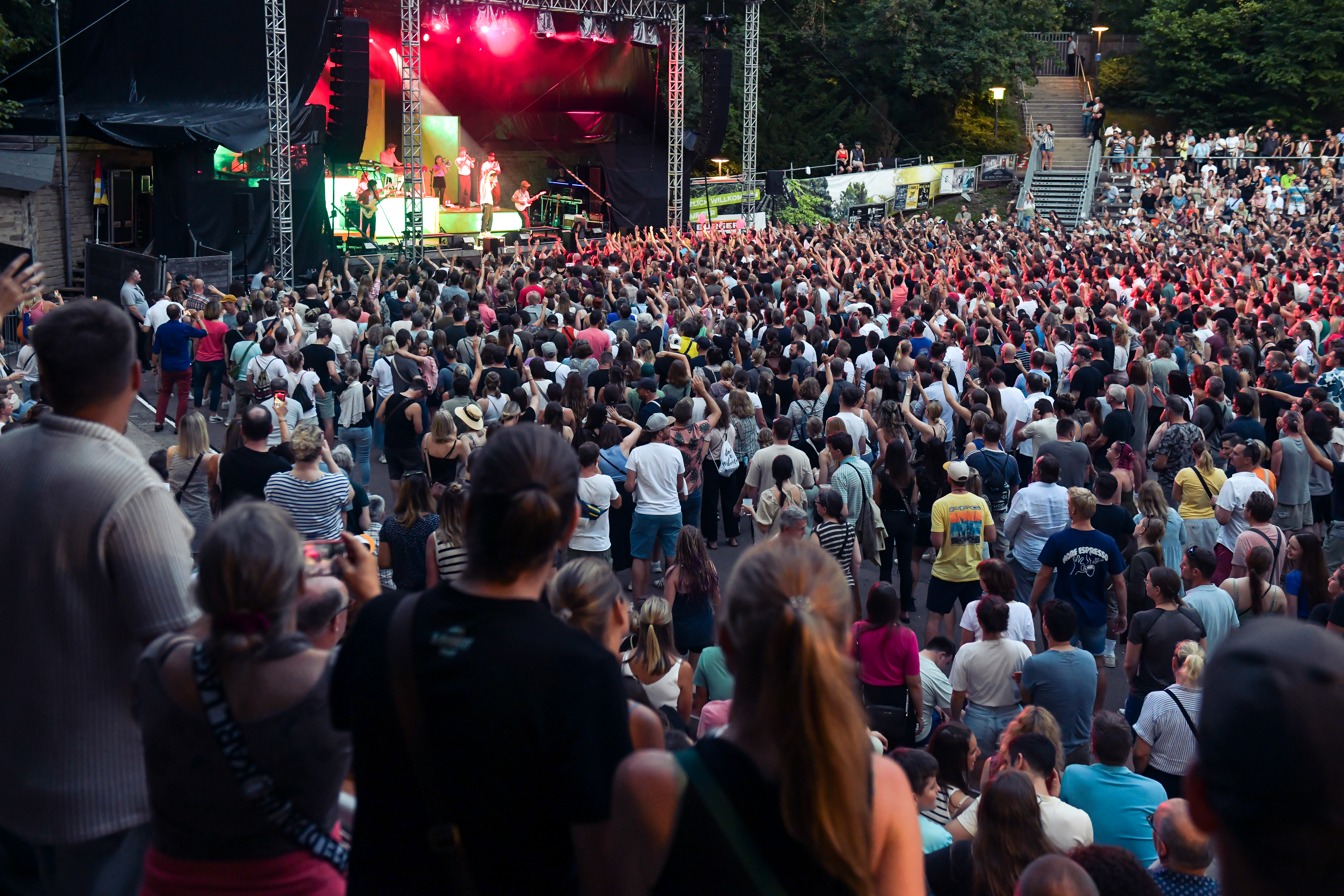
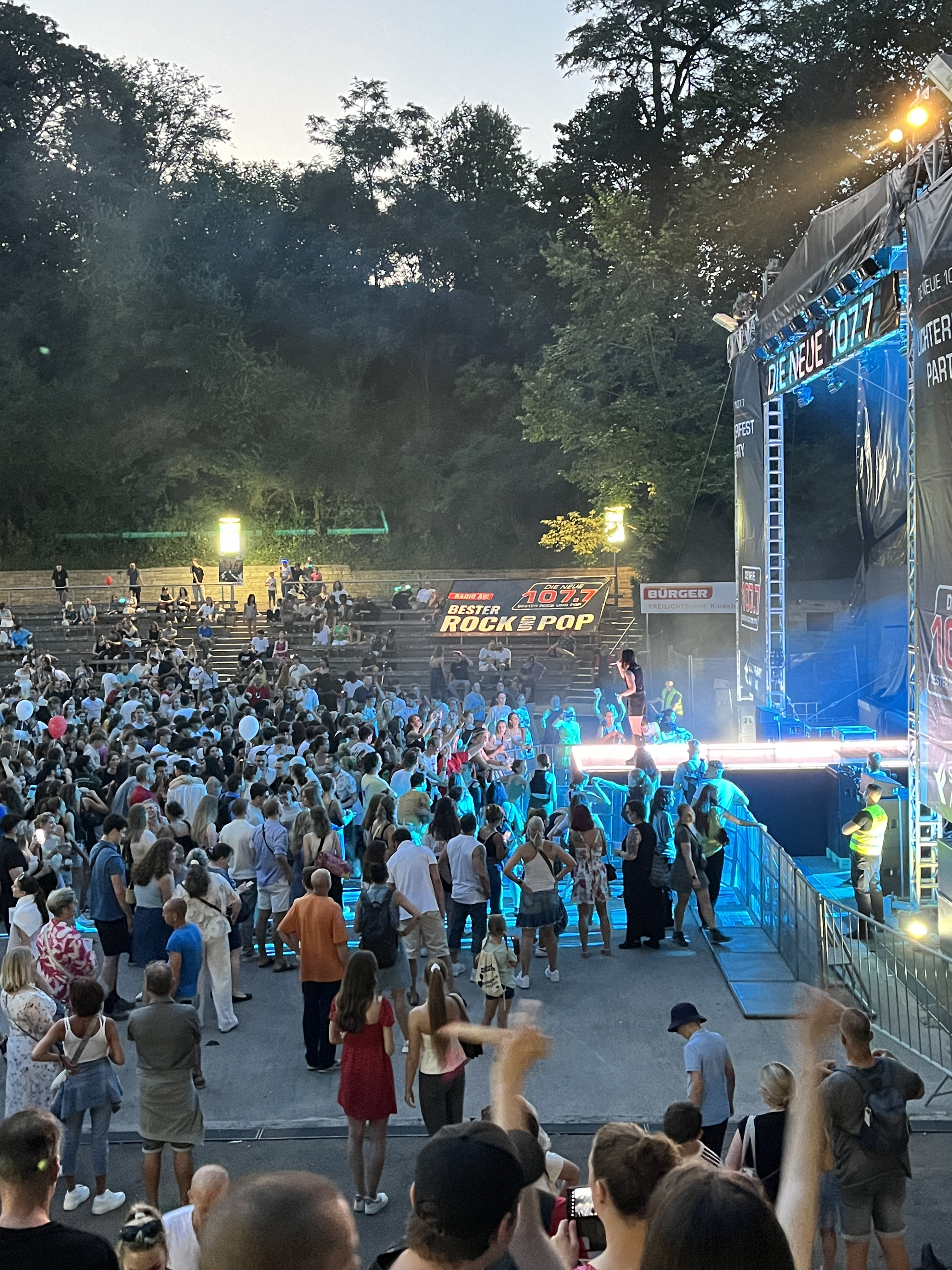
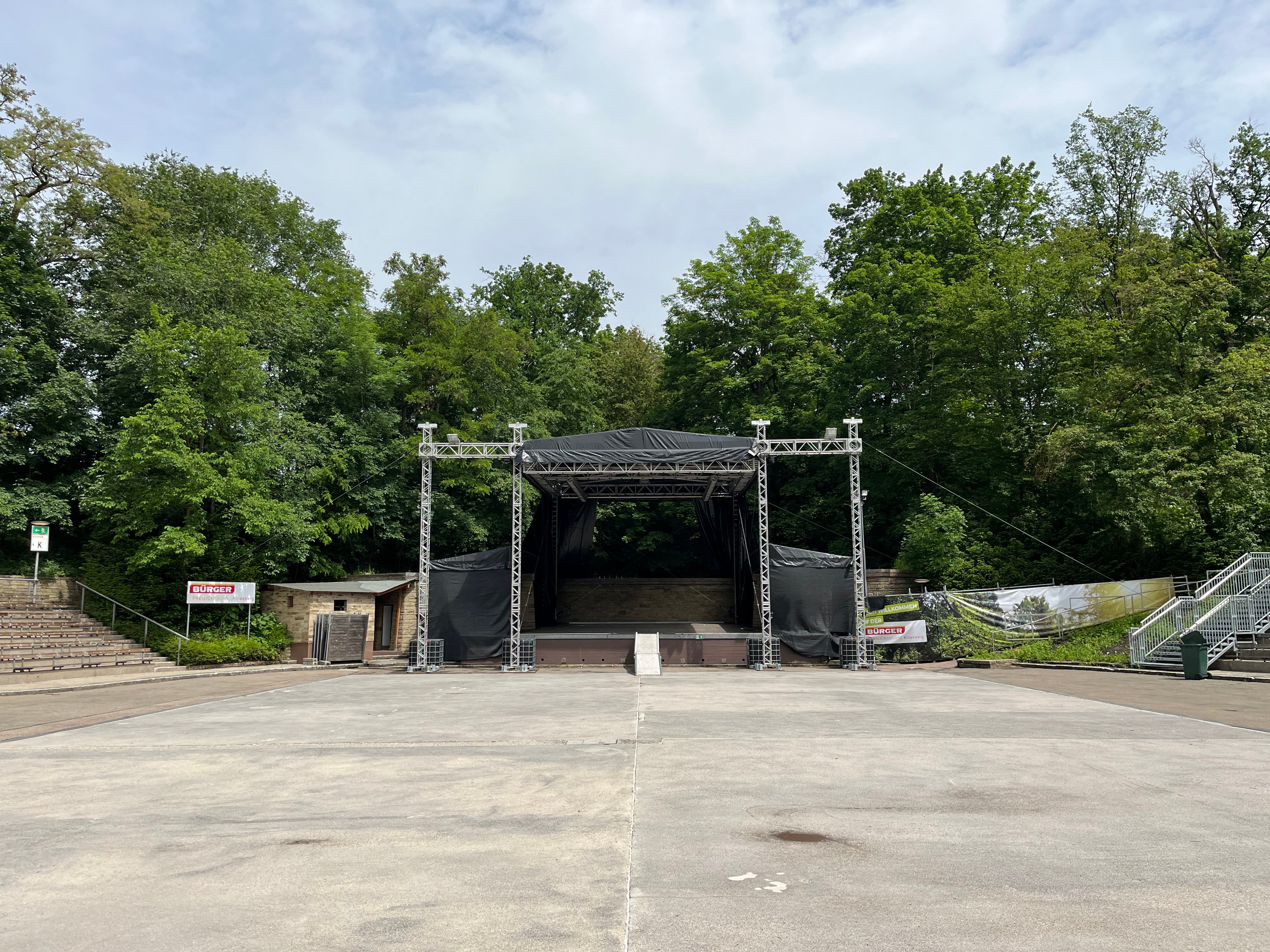
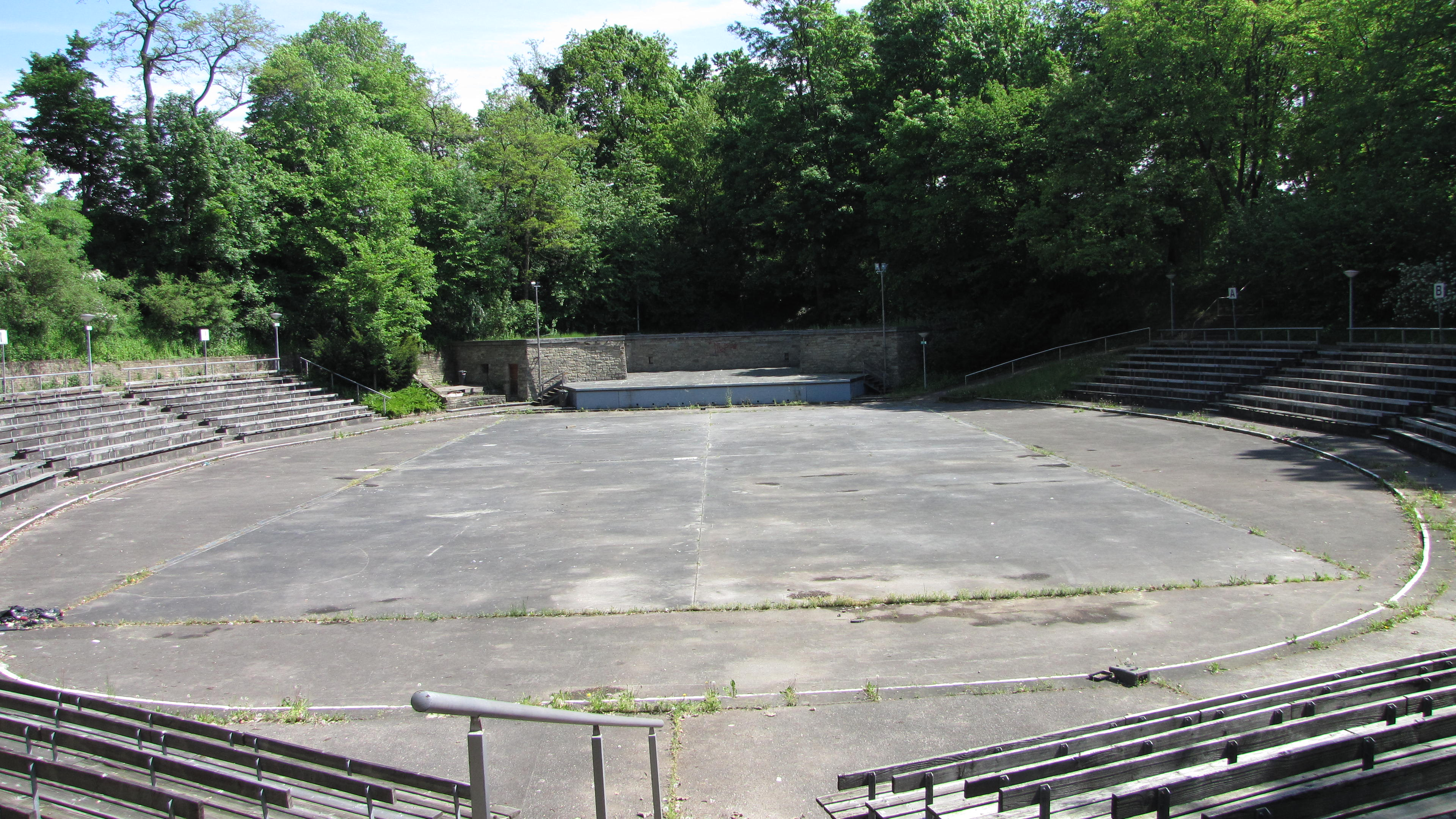